# Dewsbury
Dewsbury is een plaats (town) in het bestuurlijke gebied Kirklees, in het Engelse graafschap West Yorkshire. De plaats telt 54.341 inwoners.

## Geboren in Dewsbury
- Owen Willans Richardson (1879-1959), natuurkundige en Nobelprijswinnaar (1928)
- Betty Boothroyd (1929-2023), politica; speaker van het Lagerhuis 1992-2000